# 沼津市立門池小学校
沼津市立 門池小学校（ぬまづしりつ かどいけしょうがっこう）は、静岡県沼津市岡一色にある公立小学校。

## 基本情報
- 所在地 : 静岡県沼津市岡一色88-2
- 創立年 : 1972年
- 現在の校長 : 羽田稔彦

## 沿革
- 1972年4月1日 - 開校
- 1972年4月26日 - 開校式を挙行
- 1974年3月4日 - 体育館完工式挙行
- 1985年2月27日 - 「希望の像」建立
- 1991年11月16日 - 20周年記念祭
- 2007年11月 - 技能五輪国際大会が近くの会場で行われる。 応援国はアラブ首長国連邦。

## 特徴

### 校歌
一番のみの覚えやすい校歌は初代校長の杉山五郎が作詞したものであり、地元沼津市出身の大賀典雄が作曲をした。
校歌を作詞するにあたって杉山は、「子供たち不在でないうたにしたいと思い、従来の校歌のもつ、位置、季節、時間や難解な文章というイメージから思い切って型を破り、新時代の小学生にふさわしい躍動と魅力のある詩にしたいと考えた。」と述べている。
また、この校歌は一部児童の通学路となっている沼津ぐるめ街道の地下道でも流れている。

## 学校教育目標
- 「心と心をつなぎ共にのびる子 －いい顔 いい声 いい姿勢－」

## 外部サイト
- 公式サイト